# Hadžići
Hadžići (v srbské cyrilici Хаџићи) jsou město v Bosně a Hercegovině, v kantonu Sarajevo, západně od obce Ilidža. Nacházejí se v bezprostřední blízkosti metropole Sarajeva, na hlavním dálničním tahu (dálničním i železničním) ve směru z metropole Bosny k Jaderskému moři. Dle sčítání lidu z roku 2013 zde žilo 5.323 obyvatel, v općině Hadžići potom (město s přilehlými obcemi) 24 979.
Vesnice na místě současného města existovala v závěru turecké nadvlády nad Bosnou a Hercegovinou. Díky výstavbě železniční trati na přelomu 19. a 20. století po nástupu rakouské správy nicméně význam Hadžićů podstatným způsobem narostl. Díky trati bylo možné vybudovat pilu a později vznikl i vápencový lom. Jádro současného města vzniklo v období mezi světovými válkami, další rozvoj se uskutečnil především v 50. letech 20. století. V současné době je zastoupen v obci dřevozpracující a potravinářský průmysl; především díky přítomnosti podniků v průmyslové zóně západně od středu města.